# Vårärt

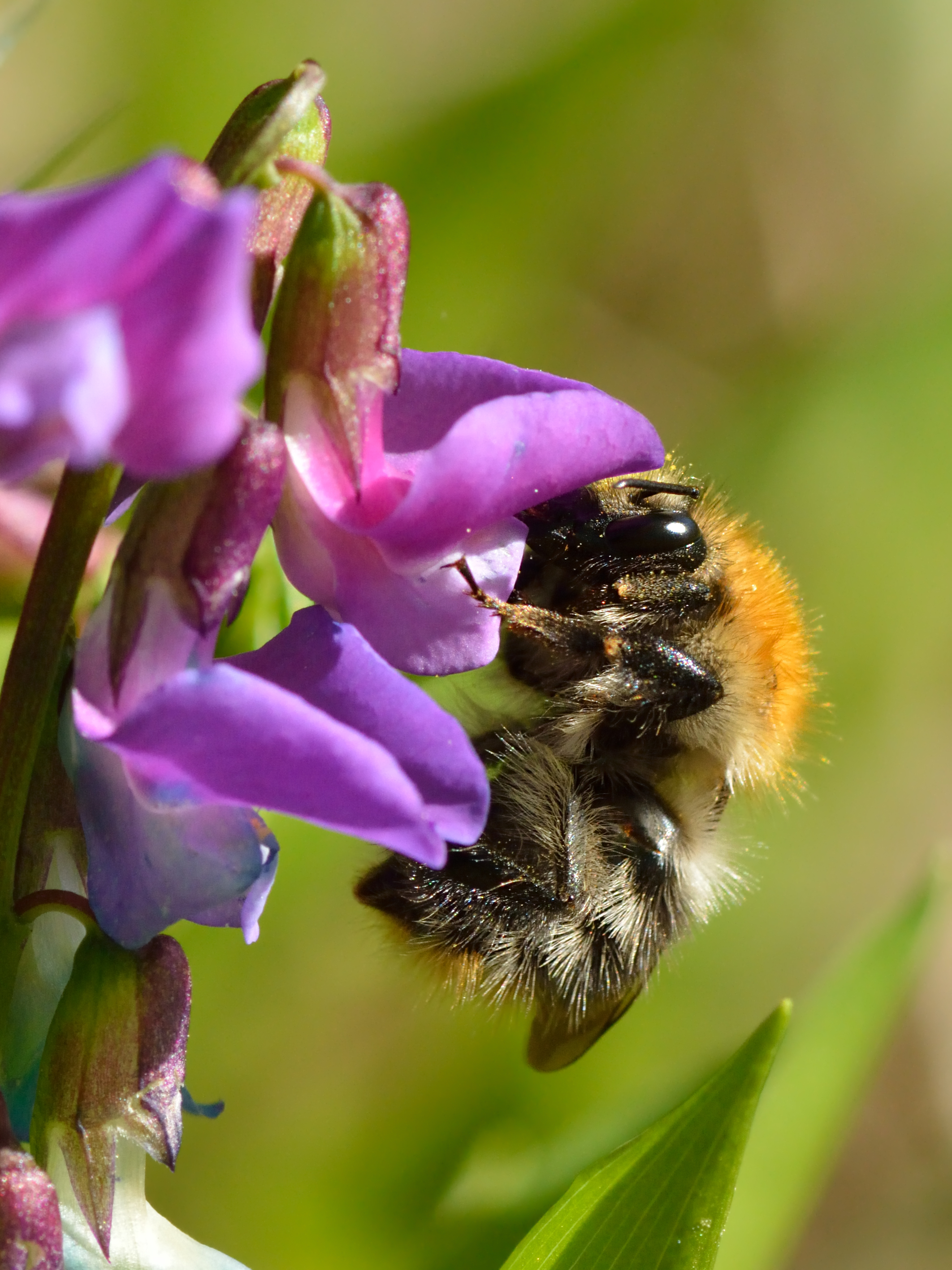

Vårärt (Lathyrus vernus) är en ört i familjen ärtväxter. Den är en flerårig ört med upprätta, ogrenade stjälkar, som blir upp till 40 centimeter hög. Stjälken är kantig och saknar vingkanter. Blad parbladiga med 2–4 par småblad och saknar klänge. Småbladen är rent gröna, kala och glänsande, 0,2–2,5 centimeter breda, och uddspetsiga. Blommorna kommer i klasar i bladvecken, de är rödvioletta, bleknar senare till en smutsblå färgton. Vårärt blommar i maj–juni.
Två underarter kan urskiljas:
- ssp. vernus – blad cirka 2 centimeter breda.
- ssp. gracilis – blad 0,2–0,5 centimeter breda

Artepitetet vernus (latin) betyder vårlig och syftar på blomningstiden.

## Bygdemål
- Gökeböxer i Småland [1]
- Gökemat i Blekinge och Småland [1]

Gökmat kan även avse såväl gökärt, Lathyrus linifolius, som harsyra, Oxalis acetocella.

## Sorter och hybrider
Vårärt bildar hybrider med L. occidentalis, vilka har fått namnet Lathyrus ×tournefortii.
- 'Albiflorus' – har rent vita blommor och mellangröna blad.
- 'Alboroseus' – har vita blommor med rosa bas. Bladen blir fula under sommaren. Blir upp till 35 centimeter hög.
- 'Cyaneus' – har purpurblå blommor. Blir cirka 30 centimeter hög.
- 'Indigo Eyes'
- 'Rainbow' – ingen egentlig sort utan en fröblandning med olika färger.
- 'Roseus' – har rosa blommor, kan blomma om på hösten. Blir cirka 30 centimeter hög. Långsamväxande.
- 'Rosenelfe' – har vita och blekrosa blommor. Blir upp till 30 centimeter hög. Förbättring av 'Alboroseus'.
- 'Spring Melody' – har purpur och blå blommor. Kompakt växtsätt, blir upp till 30 centimeter hög.
- 'Subtle Hints'

## Synonymer
- subsp. vernus
  - Lathyrus vernus f. macranthus (Rohlena) Bassler, 1973
  - Lathyrus vernus f. roseus Beck
  - Lathyrus vernus f. variegatus Schuster
  - Lathyrus vernus lus. variegatus (Schuster) Bassler, 1973
  - Lathyrus vernus var. albiflorus hort.
  - Lathyrus vernus var. genuinus Ducommun
  - Lathyrus vernus var. macranthus Rohlena
  - Lathyrus vernus var. typicus Asch. & Graebn. nom. illeg.
  - Lathyrus vernus var. typicus f. latifolius Rouy
  - Menkenia verna (L.) Bubani, 1900
  - Orobus angustistipulatus Gandoger, 1883
  - Orobus vernus L., 1753
  - Pisum vernum (L.) E.H.L.Krause, 1901

- subsp. gracilis (Gaudin) Arcangeli, 1882
  - Lathyrus vernus proles gaudinii Rouy, 1899
  - Lathyrus vernus subsp. flaccidus (Ser.) Arcangeli, 1894
  - Lathyrus vernus var. flaccidus ( Ser. ) Z.V.Chefranova, 1987
  - Lathyrus vernus var. typicus f. angustifolius (Schur) Rouy
  - Orobus flaccidus Reichenb., 1832 nom. illeg.
  - Orobus gracilis Gaudin, 1829
  - Orobus vernus var. flaccidus Ser.
  - Orobus vernus subsp. flaccidus Nyman, 1878

## Lathyrus ×tournefortii
Naturhybrid mellan vårärt (L. vernus) och L. occidentalis som uppkommer där arternas utbredningsområde möts.

## Synonymer
- - Lathyrus laevigatus nsubsp. tournefortii (Lapeyr.) Breistr., 1940
  - Lathyrus linnaei nsubsp. tournefortii (Lapeyr.) Rouy, 1899
  - Lathyrus luteus nsubsp. tournefortii (Lapeyr.) Bonnier, 1914
  - Orobus ×tournefortii Lapeyr., 1815